# Interactive Advertising Bureau
Interactive Advertising Bureau (IAB) je americká reklamní obchodní organizace, která vyvíjí průmyslové standardy, provádí výzkum a poskytuje právní podporu pro online reklamní průmysl. Organizace zastupuje mnoho médií ve Spojených státech, Kanadě a Evropě.

## Rámec pro transparentnost a souhlas
V listopadu 2017 společnost IAB Europe ohlásila technický rámec (systém Transparency and Consent Framework neboli TCF), jehož cílem je „umožnit webovým stránkám, inzerentům a jejich partnerům v reklamě“ získávat, zaznamenávat a aktualizovat souhlasy spotřebitelů se zpracováním jejich osobních údajů v souladu s připravovaným obecným nařízením o ochraně osobních údajů (GDPR).
Aktéři se mohou zaplacením členského poplatku IAB Europe k TCF připojit a upravit své takzvané účely a politiky zpracování dat (např.)
podle znění a specifikací stanovených v technických normách a ve smluvních podmínkách IAB Europe.
TCF byla zpřístupněna veřejnosti v březnu 2018, o rok později byla aktualizována.

## Kontroverze TCF
V roce 2019 podaly nevládní organizace z celé Evropy na IAB Europe 12 stížností v souvislosti s řadou porušení GDPR týkajících se rámce pro transparentnost a souhlas. V únoru 2022 vydal belgický úřad pro ochranu údajů rozhodnutí schválené Evropským výborem pro ochranu údajů a vyvolané výše uvedenými stížnostmi.
Úřad zjistil četná pochybení IAB Europe, udělil jí pokutu 250 000 EUR a požadoval, aby změnila řadu aspektů systému, aby zajistila, že budou signály souhlasu platné a budou se dodržovat, a aby zakázala používání určitých právních základů svých členů.
Komentátoři z univerzit uvedli, že aspekty tohoto rozhodnutí poukazují na aspekty online reklamy, které bude strukturálně obtížné nebo nemožné pro samotný TCF opravit, i když se změní, a že místo toho vyžadují podstatné změny v navazujícím systému RTB reklamy.
Nizozemský úřad pro ochranu údajů nezávisle na belgickém úřadu krátce poté oznámil, že nizozemské agentury by měly přestat používat systém poskytovaný IAB Europe.

## TCF v Česku
Seznam partnerů, webů a aplikací zapojených do TCF uvádí a v rámci svého reklamního systému používá nejen Seznam.cz, ale třeba většina vydavatelů sdružených ve SPIRu.
TCF také využívá sdružení CPEx, které dodává RTB reklamu pro cca 250 českých webů/domén (stav leden 2021).
CMP tak v rámci TCF představuje nástroj, pomocí kterého se konkrétní nastavení pro využívání cookies ovládá.